# Heike Arndt
Heike Arndt, nacida el 4 de junio de 1963, es una escultora y pintora germano-danesa.

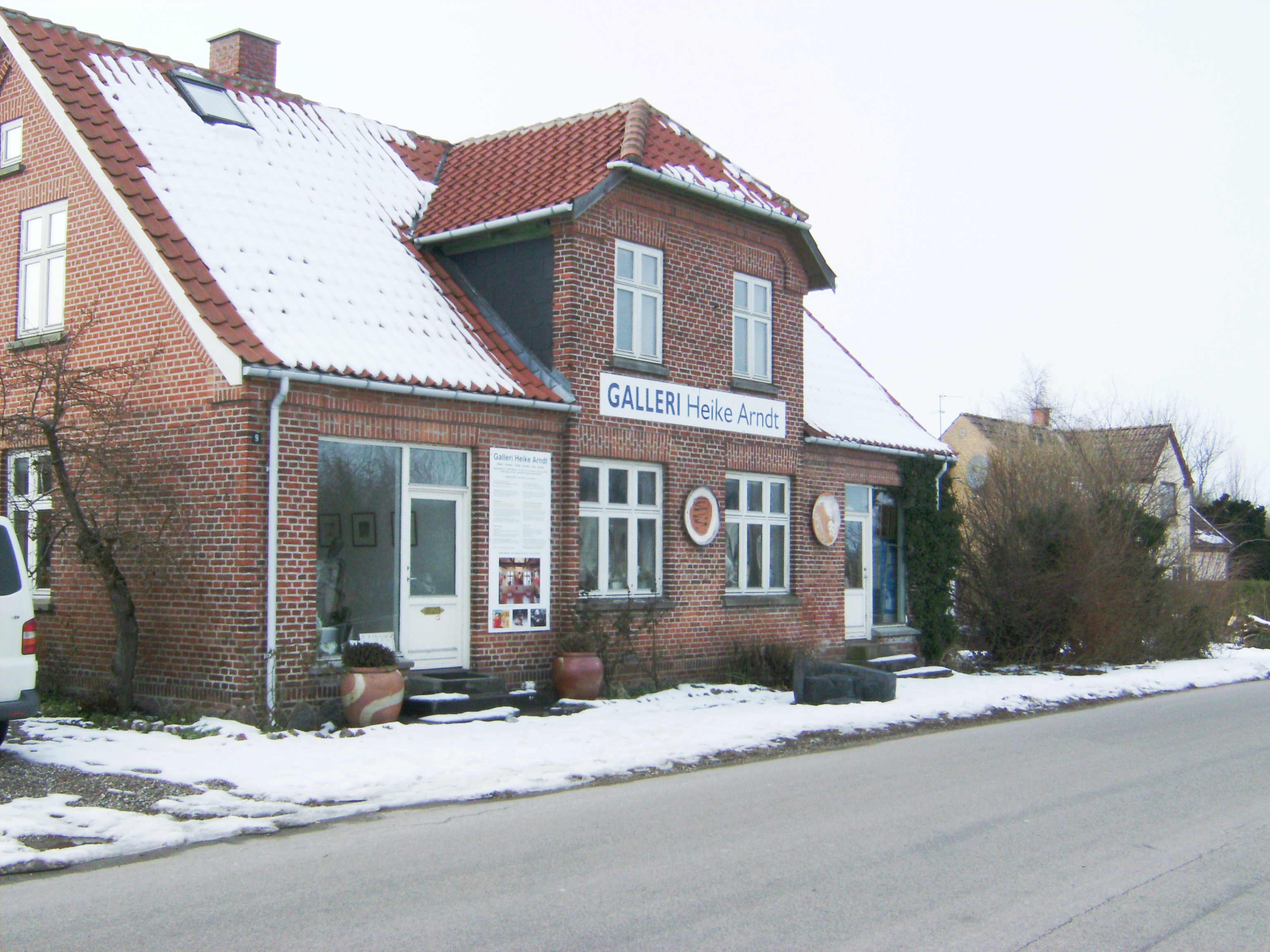
La galería de Heike Arndt, en Kettinge

Pasó su infancia en la RDA, donde se formó como ceramista. En su vida adulta desarrolló numerosas técnicas artísticas y materiales, óleos, gráficos, cerámica, trabajos de vidrio y varios híbridos. En la escuela fue seleccionada como una niña especialmente dotada, y fue trasladada a una escuela especial de idiomas para niños superdotados, pero ella quería algo más, ballet, pintura y música. En 1972 fue admitida en la escuela de Otto Nagel, que impartía clases de dibujo para niños.
En los años 1978-1981 estuvo formándose como ceramista en Cerámica Lausitzer en Kamenz, después trabajó con diferentes artistas hasta el año 1985. Durante este período también trabajó un corto tiempo en Dinamarca en Cerámica Eslau, en Sengeløse. Cuando en 1985 decidió abandonar la RDA, se trasladó a Dinamarca, país donde reside desde entonces y ahora es ciudadana danesa.
Sin embargo, durante estos años también ha estado viajando por el mundo para estudiar y trabajar, especialmente en Francia, Italia, Groenlandia y China. En la actualidad, Heike Arndt tiene no menos de 4 direcciones, base de operaciones, en Kettinge y 3 galerías en Copenhague, Berlín y Finale Ligure, en Italia.
Las pinturas de Arndt suelen ser muy intensas en la selección de color. Se dice que estuvo inspirada por los pintores COBRA y sus sucesores. Ha trabajado con frecuencia en Albisola en Italia, donde también vivía Asger Jorn.

## Motivación y enfoque
El enfoque y la fuerza impulsora en su trabajo con el arte y la comunicación es y siempre ha sido el estudio de las relaciones humanas entre sí. Su infancia de Alemania del Este y los posteriores estancias de larga duración en todo el mundo de Groenlandia, África, China y los EE. UU. a Europa con sus culturas muy diferentes han contribuido a ella ahora, volvió a Dinamarca después de cuatro años en China, a través del arte de tratar de derribar las fronteras y reducir la distancia cultural entre los países escandinavos y la vecina Alemania.

## Exposiciones
Heike Arndt desde 1990 ha expuesto en muchas partes del mundo. Localmente en Lolland y Falster, otros lugares en Dinamarca y en países como Alemania, Italia, Bélgica, Holanda, Groenlandia, Suiza, EE.UU., China, Japón y Nueva Zelanda. Del 12 de junio de 2010, podrá disfrutar de una gran exposición individual con Heike Arndt en el Museo de Arte Contemporánea Lissone (Milán, Italia). 3 plantas, sólo podrá ver obras de los últimos 10 años se centran en "¿Dónde está su casa?" A partir de entonces la exposición se mostrará en el Museo de Santa Catarina en Finale Ligure, en diciembre de enero.
Sobre el proyecto de exposición en breve:
Después de un diálogo continuo a través de tres años del museo y el municipio de Lissone (Italia) han logrado obtener este stand increíble. Desde la apertura del museo en el año 2002, el artista danés, Heike Arndt la tercera artista extranjero en la serie después de Corbusier y Tapie, que ha tenido una exposición individual en el Museo d'Arte Contemporánea de Lissone en los tres pisos y en cuatro meses. Las 131 obras de arte para la exposición está dirigida sido producido a través de un período de 10 años en muchos países diferentes. La parte más actual se produjo durante una residencia de cuatro años a partir de 2005-2009 en Beijing, en China, sino también en Italia, Dinamarca, Etiopía, Groenlandia, EE. UU.
Obras de arte para la exposición:
Escultura, pintura, gráficos, dibujos y cerámicas del artista Heike Arndt
Las ideas básicas de esta exposición se ha creado sobre la base de experiencias de viaje Heike Arndt en los últimos 20 años, que incluyen estancias de larga duración, entrevistas y un sinnúmero de conversaciones de todo el mundo. Reconociendo que la convivencia pacífica en nuestro mundo depende de nuestra capacidad para tratar a los demás con respeto y comprensión, Heike Arndt por muchos años se dedican precisamente en el tema de la comprensión y la identidad. Heike Arndt ha sido repetidamente confirmada en lo grande que un papel, lo que vemos como nuestro "hogar", tiene para el hombre, tanto mental como físicamente -, así como consecuencia de la falta de la misma. El mundo es global y las personas que cruzan de razones muy diferentes con mayor frecuencia que las fronteras de la historia. En primer lugar, el comercio de trueque y establecer el orden del día hasta la guerra, el turismo, la economía y los desastres han obligado a la población mundial en el senderismo. Pero ¿qué pasa con nosotros como personas? ¿Cómo definimos a nosotros mismos y nuestro "hogar"?
objetivos:
La exposición se centrará en los valores humanos y de las comunidades y de aplicar al público en general. La exposición pretende aumentar la conciencia de los espectadores sobre la definición de lo que constituye nuestra casa mental y física, y para explorar las similitudes y las diferencias en nuestros valores a través de las fronteras nacionales, culturas y ambientes familiares. El punto de partida para la creación de un diálogo es el reconocimiento de las necesidades básicas que tenemos como seres humanos, independientemente de la cultura y el fondo - y la necesidad de ser aceptado como propio. Las obras en la exposición examina el significado y la coherencia de la interpretación en nuestro trato con los demás. ¿Lo entiendes? A pesar de la? - O el? ¿Tenemos, como pueblo, un "lenguaje común, un común origen" o la globalización requiere una nueva definición de lo mismo? Esta es la conversación que trabaja en la exposición se centra en. El objetivo de las obras de arte es la creación de la aceptación el reconocimiento, la conciencia, y por lo tanto de esta diversidad en la forma y la capacidad de interpretar. Esta exposición constituye la base para un comportamiento más empatía en las relaciones del hombre con los demás, independientemente de raza, género y cultura.
Sobre el artista Heike Arndt:
Han huido de la Alemania del Este, pero ha vivido y la ciudadanía en Dinamarca en los últimos 25 años. Ella se considera hoy como Dane y cosmopolita. Cambio de cultura de este a oeste, y sus muchos viajes alrededor del mundo han tenido una gran influencia en su desarrollo artístico y el alcance. El enfoque y la fuerza impulsora en su arte y su vida personal siempre ha sido las relaciones del hombre entre sí. Su educación de Alemania del Este y un sinnúmero de estancia larga en todos los continentes le ha dado el reconocimiento que el respeto, la aceptación y la comprensión tentativa de diferentes culturas es vital en un mundo globalizado. Por lo tanto, tiene durante su larga estancia en el extranjero, se centró en las representaciones de las emociones básicas. De Groenlandia a África, Heike Arndt recopilada acerca de las situaciones humanas, experiencia de vida diferente, y ha sido a través de entrevistas y de su paso con la gente de todos los ámbitos de la vida tratando de encontrar la clave para la empatía en los seres humanos. Algunos ejemplos son su exitosa exposición de Groenlandia, de viaje, que más tarde se demostró tanto en los EE. UU. y varios lugares de Europa. Su motivación artística es la creencia en la humanidad y su capacidad para el desarrollo positivo. En el arte se hace el intento de comprender y hacer visibles a las personas. Durante muchos años ella ha retratado lo que las emociones humanas, donde el espectador puede reconocerse a sí mismos y las situaciones. Sabiendo que nuestro lenguaje verbal y no verbal es un elemento importante en el mundo globalizado, el deseo de retratar la interpretación incesante en nuestra vida cotidiana surgió.
Antecedentes de la exposición:
Cuando el hombre se comunica con su entorno, su funcionamiento, a través del lenguaje que usamos verbal y no verbal. El entendimiento humano se inserta en contextos históricos, culturales y sociales y por lo tanto un elemento fundamental de nuestra integración conjunta y su capacidad para tratar a los demás con respeto.
Interpretación del oído y visto perece constante entre todas las personas en su subconsciente. Disposición de las situaciones y experiencias sobre la base de una historia muy diferente, la cultura y la experiencia del individuo. Por lo tanto, la comprensión y verificación de la lengua expresa - verbal y no verbal -, precisamente, la base de nuestra comprensión mutua.
Para aumentar el conocimiento de existencia de la ambigüedad en la comunicación humana es necesario para minimizar los malentendidos y crear conciencia para actuar con empatía en tan sólo la constatación de que la singularidad que desee en nuestras comunicaciones a menudo resulta ser ambiguo.
Concientización acerca de nuestra necesidad general de un "hogar" como seres humanos es un buen punto de partida para ganar la empatía y una mejor comprensión común de las necesidades humanas diversas y ofrecer varias formas de "casa".
Galerías
Heike Arndt no se duerme en los laureles, que tiene galerías en Dinamarca, Suecia, Alemania e Italia, que ella maneja desde su casa en Kettinge en Lolland. Galería de arte en Berlín, Voigt Strasse 12 en Friedrichshain (U-Bahn Samariterstrasse), tiene como objetivo crear una base para el arte escandinavo, en Berlín y el arte de los artistas viderefomidle que viven en Berlín para la galería en Kettinge en Dinamarca. Además, Heike Arndt quiere empezar el intercambio cultural entre las instituciones educativas danesas y alemanas con el fin de aumentar la conciencia de los países vecinos respectivos. Esto sucede en particular a través del diseño de las visitas guiadas, tanto en la galería y la zona que cuenta con tesoros culturales e históricos tanto de la segunda la Primera Guerra Mundial, la RDA y el tiempo después de la caída de husbesættere. Galería de Kettinge, Rågelundevej 9 (cerca del Museo Fuglsang) está ubicado en una antigua panadería y la realidad se compone de dos galerías, tanto en planta baja y alta. De nuevo, es posible tener recorridos.
Heike Arndt nació el 4 de junio en 1963 en Strausberg (Alemania del este). 
Su madre, Bärbel Nimmert (llevado 1943), trabajado como profesor de escuela primario.
Su padre, Arndt franco (llevado 1943), ahora retirado, trabajado como ingeniero para una compañía del edificio del gobierno. Ambos abuelos vivieron sus vidas enteras en Herzfelde y Strausberg, cerca de Berlín.
1965 que la familia se movió a Berlín-Mitte a un viejo cuarto de la clase obrera cerca de la pared de Berlín. 
Heike 1969 entró en la escuela local y fue transferido en el tercer grado a una escuela de idiomas que se especializaba en ruso. 
1973 la familia movida a Berlín-Friedrichshain.
1973 le ofrecieron un lugar en una escuela del ballet clásico y de los deportes. Sus padres rechazaron la oferta.
1976 debido a dificultades que la escuela ofreció al movimiento Heike a otra escuela. Sus padres rechazados.
1976- 1979 la familia consiguieron un pedazo 
de la tierra en Berlín-Altlandsberg. Pasaron la mayoría de los fines de semana allí y construyeron un summerhouse pequeño. Sus abuelos vivieron cerca y la familia entera reunida a menudo en su casa por la tarde para jugar a tarjetas. Aquí Heike pasó un rato maravilloso con su pintar de los abuelos, 
jugando en el jardín, los vecinos que visitan o dirigir a la aldea con su primo Gabi. 
Hasta 1979 ella demostró gran interés en la música y escena del teatro en Berlín. Ella leyó excesivamente y comenzó a escribir los diarios. Con el dinero que ella la ahorró compró libros y expedientes. Ella gozó el ir a los conciertos clásicos y al teatro. Una tarde en una calle en Berlín 
ella se escapó apenas de una violación procurada. Lucha con expectativas y la imagen cómo supusieron a una muchacha ser de la ella comenzó a sufrir de bulimia. 
1978 la universidad del arte rechazaron a Heike Arndt como estudiante. La escuela de arte ahora estaba fuera de su alcance. 
1979 le ofrecieron un lugar para estudiar tallar y otro de la piedra para la cerámica. Con la ayuda de su padre ella eligió aprender cerámica. Heike Arndt se trasladó a la ciudad provincial pequeña, Kamenz, cerca de Dresde. 
Sus padres convenidos dejaron su vivo de se como el cuarto alquilado eran parte de una casa privada de una familia del hombre de 73 años y de su hija. 
En solamente 16 ella se movió adentro con ellos. Para conseguir una educación en cerámica en la fábrica de cerámica de Lausitzer que ella tuvo que trabajar por un año como trabajador simple de la tela en los diversos departamentos de la fábrica. Su producción principal estaba para la exportación a los países occidentales. 
En los fines de semana ella hizo autostop a menudo de nuevo a Berlín o a veces 
a Polonia o a Checoslovaquia. 
Mientras que hacía autostop a Berlín ella satisfizo a su novio danés. 
Sobre los cinco años siguientes intentaron conseguirle un permiso de moverse a Dinamarca. El gobierno alemán del este rechazó su pedido la unión cuatro veces y sugerido ella encuentra a marido alemán. Incluso una letra a la reina y el contacto con la embajada danéa no ayudaron. 
En Navidad en el an o 80 la admitieron urgente al hospital que sufría una interrupción física resultando de la tensión psicológica. Una semana más adelante, la admitieron a una clínica de la recuperación por cuatro semanas cerca de Dresde. Su pasaporte fue confiscado más adelante y ella pasó algunos días en un centro juvenil de la detención para ser mudanza vista alrededor de una nave del balsear que iba a Dinamarca suspiciously pero ella no sabía ni unos ni otros la razón de su detención o de cuánto tiempo. Un ginecólogo aquí la examinó sin ninguna explicación. Su padre la tomó, siendo convencido por las autoridades que ella trabajara como prostitute. Ella no había tenido ninguna experiencia sexual anterior en aquel momento.
1981 ella acabó su educación en Kamenz con los altos grados especialmente en el desarrollo del diseño y de la producción.
1981 ella consiguió un trabajo como potter en un negocio pequeño de la familia en Crinitz, cerca de Finsterwalde y satisfizo a Christel Kiesel. Sintieron bien a amigos muy cercanos. Esta amistad hizo un impacto profundo en Heike Arndt y ella comenzó el proceso de preguntar a las circunstancias y a la sociedad de la vida. 
1983 que ella se movió a Vipperow, cientos kilómetros de del norte de Berlín y consiguió un trabajo como ama de casa para el sacerdote local Meckel y su esposa que era también un ceramist. Las ediciones ambientales aquí la enfrentó tanto como ella estaba por preguntas sobre la religión y la libertad del discurso.
1984 que ella se movió para un a corto plazo en el hogar del país del ceramicist Manfred Müllers, que era uniforme más cercano a Berlín
1984 ella encontró un apartamento vacío-que miraba en Berlín y movió el pulg. Ella comenzó a trabajar para el ceramist Beate Bendel. Pues la no colocaron en el apartamento ella estaba asustada de descubrimiento y se encendió encontrar un apartamento en Boxhagener Strasse que ella subalquiló con uno de la gente que ella había satisfecho previamente mientras que hacía autostop que ayudó pues era imposible incluso que la gente normal alquile cualquier cosa en Berlín en aquel momento.
Algunos meses más adelante ella comenzó a trabajar para una fábrica de cerámica industrial que hacía un sistema de cambio tres.
Al principio de 1985 ella se aplicó para conseguir la autorización de casar y de salir del país por la vez última.
En la misma letra ella precisó que lo que el resultado ella dejaría de todos modos por el 1r del abril de 1985. Berlín había llegado a estar agitada para ese punto y las primeras muestras de la agitación y de las demostraciones comenzaron a suceder. Varias embajadas fueron ocupadas por la gente que intentaba salir del país. La embajada danéa trabajó junta con el policía alemán del este y rechazó ayudar a los refugiados.
Jutta, amigo cercano el suyo a través de los años en Berlín, era el único quién sabía sobre el escape previsto y ayudó a mover sus cosas privadas más importantes a la cabaña de su padre la noche antes desde Boxhagener Strasse. 
El 3 de abril Heike llegó en Hamburgo, República Federal de Alemania. En Berlín las autoridades recogieron las cosas privadas de Heike, esos en ella dirección y el resto que había intentado ser ocultado en la cabaña.
Ella viajó con su novio Henri a través de Europa a Italia en un pasaporte falso. Ella fue algunas semanas más adelante con él a Lolland en Dinamarca en donde él había comprado un viejo cortijo para ellos para vivir pulg. En mayo de 1985 ella se trasladó a Hamburgo para un par de meses para conseguir pasaporte registrado y su de la R.F. Alemana. Ella rechazó trabajar como informador para República Federal de Alemania, como ella había rechazado algunos años anterior 
en la Alemania Oriental.
1985 que ella se movió adentro con Henri Madsen a Errindlev, Dinamarca.
1987 ella assistió a la conferencia de cerámica de NCEA en Boston, los EE. UU. y también permanecía un mes en N.Y.C. 
Dos años más tarde se separaron.
1987 ella satisfizo a Finn Poulsen y se trasladó a Væggerløse en Falster, comprando una vieja panadería en Lolland para su estudio futuro. Además de sus ilustraciones ella trabajó como un profesor, un barkeeper y dependienta para pagarle cuentas. 
1988 Monza, Italia, en el estudio de Torne-guzzo ella trabajó por tres meses con el mosaico en cristal y piedra.
1989 que ella trabajó en el centro del artista de AVURE en Porto, Portugal con las litografías.
1990 ella recibió a comisión grande para un trabajo de Danisco, un trabajo decorativo con el mosaico de cristal.
1991 ella resolvió Ansgar Elde y muchos de otros artistas en la galería Syd.
Ella visitó y satisfizo con muchos de estos artistas pero solamente con Ansgar Elde e Inka Uzoma ella estableció amistades de por vida cercanas.
Cada año ella permanecería en la casa de Ansgar Elde y de su Toni de la esposa y se integró como parte de su familia.
1992 que ella comenzó a imprimir seriamente en el estudio de “Il Bostrico” en Albisola, poseído por el hermano Alfredo de Toni. Heike se integró en este grupo de artistas. Solamente algunos de ellos se nombran aquí: Sabatelli, Lou Lamm, Carlos Carle, Sandro Lorenzinni, Lis Zwick, Jørgen Nash y muchos otros. 
El escultor Inka Uzoma era el otro segundo hogar en donde ella permanecía a menudo por épocas más cortas.
Heike 1993 viajó la mayoría del tiempo en Europa pero también en ultramar en los EE. UU. en donde ella satisfizo a Russ Tolman un músico americano. Él enfrentó a Heike con las ediciones personales tales como su Bulimia. Su primera demostración a solas grande en el museo para el arte contemporáneo en Maribo ocurrió. Algunos de sus colegas eran muy enojados y quejados.
Ella permanecía por un mes en la fundación de Valparaíso, Mojacar, España. Ella pintó y satisfizo a escritor Inge Eriksen y Rifberg, que casa estaba cercana cerca. 
Las influencias españolas en su trabajo son sienna obvio, profundo que es encontrado en toda la ella los cuadros de ese tiempo.
Ella viajó y trabajó con Russ Tolman. Ella satisfizo a muchos de los amigos del músico de Russ y ayudó a organizar sus viajes europeos. 
El estudio en Kettinge ahora era a menudo el hogar para los amigos que daban conciertos en Europa como Steve Wynn y muchos otros. Pero esta relación no duró tampoco. 
Ella trabajó excesivamente pero también hizo frente a su Bulimia y comenzó a aconsejar. Ella comenzó la supervisión regular con un psicólogo, que continuó por varios años. Casi cada semana ella visitaría a Ulla Frellsen, el pintor danés, para discutir cierto trabajo u opiniones que tenían en arte, política o vida justa en general. 
En el verano Kettinge llenaría siempre para arriba de la gente que pasa cerca para un café o que permanece por algunos días.
Heike integró en el área de Kettinge bien, conocido como un globetrotter, pero relaciones cercanas nunca realmente establecidas con los locals en el área además de Ulla Frellsen. Ella siempre 
tenía tiempo para sus visitantes. 
1994 ella le llevó el primer viaje Groenlandia y estuvo asombrada cerca 
la naturaleza y decidido inmediatamente volverse con una exposición que viaja. 
Apenas un año más tarde ella estaba detrás con una exposición grande que viajaba como el primer artista extranjero para viajar la costa de Groenlandia. A le invitaron que hiciera un trabajo comisionado grande para el aeropuerto de Sønderstrøm, aeropuerto internacional de Groenlandia. Ese trabajo llevó cerca de seis meses el final. 
Ella trabajó parcialmente en Groenlandia y Dinamarca. La administración de la ciudad de Sisimiut compró una de sus esculturas grandes. El capital de Groenlandia, Nuuk, decidido para comprar una escultura de bronce para uno de los lugares públicos. Esto justificó el enorme riesgo económico que ella había tomado para hacer esta exposición que viajaba en Groenlandia. 
Ella cayó en amor con la naturaleza fantástica y la gente indígena y ayudó a desarrollar los primeros estudios comunes en donde la gente local podría trabajar. Ella también desarrolló un proyecto para comenzar una escuela internacional para el handcraft para la ciudad de Nuuk. 
Ella utilizó la mayor parte de su tiempo para seguir a los locals en sus deberes y viajó en barco a muchos diversos lugares. Ella recibió muchos de ayuda práctica de moverse en trineo del helicóptero , del barco o del perro. Ella fue las bayas de la caza, de la pesca y de la cosecha y aprendió cocinar el alimento local.
Ella vivió sobre todo con las familias locales mientras que viajaba. Ella pensó seriamente de trasladarse permanentemente a Groenlandia. Mientras que en Groenlandia ella satisfizo con Lars Rasmussen, el nieto del explorador famoso Knud Rasmussen, apenas como tenido convenido diez años anterior.
La parte posteriora 1995 en Dinamarca ella realmente faltó Groenlandia y preparó la segunda mitad de su exposición de Groenlandia. 
Ella consiguió la idea de aprender volar y quizás trabajar como piloto por horas. La escuela la rechazó para una carrera profesional como piloto. Ella 
estaba sobre 29.
Ella decidía aprender volar de todos modos y empezó una escuela privada en donde ella resolvió Ib Frydendahl, ingeniero con quien ella compartiría los años próximos. Era una relación muy cariñosa. Compartieron su amor para el vuelo pero también sentarse hacia fuera y contar las estrellas o discutiendo ciencia. Ambos tuvieron gusto de vivir al exterior. Heike quitó para Groenlandia otra vez e Ib fue a Australia por varios meses y ese era el final de su relación, él era justo no el tiempo derecho. 
Heike llevó su exposición la base militar de la marina de guerra y a través de ella amigo cercano Ralph ella podía viajar con ellos por una cierta hora pero también vivir la vida en una base lejana de cualquier aldea. 
El ir de nuevo a Dinamarca ella sufrió de dolor de espalda terrible y tenía una operación algunos meses más adelante. Ralph la cuidó devoto, pues ella no podría moverse en todos por varios meses y no tenía la ninguna familia u otra ayuda para su vida diaria. No moverse era una de las cosas más difíciles para ella. Ella es un combatiente y casi entrenado difícilmente por un año para conseguir detrás en forma. 
Ella quitó algunos meses para recuperarse en Italia con sus amigos allí y comenzó lentamente a trabajar otra vez. Ella se concentró en de cerámica e impresiones. Ella también pintó a veces en estudio de los American National Standard-gars en Santuario. 
Detrás en Dinamarca a le invitaron que hiciera una demostración a solas en el museo nórdico de Herritage en Seattle, los EE. UU.
La preparación para ella casi tomó un año. Esta demostración incluyó más de ciento de ella los pedazos combinados con una exposición de la foto sobre Groenlandia. 
Ella satisfizo a familia de Pete Schoening, trepador de la mundo-clase, y sintieron bien a amigos. Ella llevó a cabo varias conferencias sobre su viaje a Groenlandia. El libro, Heike Arndt, fue lanzado junto con la exposición. 
1999 la exposición viajaron a varios lugares en Europa. Como de costumbre, Heike fue de nuevo a Italia y fue introducido a subir. Ella ahora sube regularmente además de hacer sus ilustraciones. Ella satisfizo a Lars Thorslund, trepador devoto y sintieron bien a amantes. Combinaron el trabajo y el recorrido y su viaje pasado juntos antes de romperse para arriba eran a Etiopía para hacer la investigación para un nuevo proyecto del arte junto con Folkekirkens Nødhjælp. Ella decidía no ir más lejos con este proyecto pues habría tomado todos sus recursos.
Heike 2003 pensó de trasladarse a Italia permanentemente. Ella encontró un estudio en Finale poco antes que volvía a Dinamarca. 
Ella abrió su demostración anual en Kettinge y apenas ella descubrió una semana más adelante que ella tenía cáncer. A pesar de esto ella fue de nuevo a Italia a supervisar el comienzo de remodelar del estudio. Ella entonces voló de allí directamente a la tabla de la operación en Copenhague. Ella perdió la posibilidad de tener niños. Ella recibió la gran ayuda de sus muchos amigos y sus novios anteriores y sus familias. 
Heike fue de nuevo a Italia a recuperarse tan pronto como ella podría y los meses justos más adelante ella satisfizo a Alejandro Ross, un amaestrador del polo de la Argentina, a través de su amigo Kikka. Él se movió con ella a Dinamarca. 
2005 adentro rencor de dificultades en conseguir el permiso de Alejandro de permanecer en Dinamarca, consiguieron casados en 2005.They llevaron un viaje la Argentina juntos por dos meses. 
Heike casi permanecía en Dinamarca un año para apoyar a su marido mientras que él colocó el pulg. Ella trabajó varios tiempo con Morgens Sandberg en su propio estudio, al lado del estudio de la impresión en Næstved en donde ella colaboró con enero Kiowski otro printmaker. Ella pospuso su viaje a China. Durante este tiempo en Dinamarca ella trabajó en un proyecto internacional con un grupo de estudiantes y algunos expertos se relacionaron con el arte y el comportamiento social. Tuvieron que parar mientras que el proyecto sufrió económicamente la deuda 
a la “crisis de Mohammed” (historietas por un ilustrador danés que representa a Mohammed y que causa una reacción internacional de la comunidad islámica). 
Antes de fin de 2005 ella había comenzado su investigación y había viajado a China varias veces antes de encontrar un lugar para un estudio en Beijing. En el momento en que ella acabó remodelar del estudio el compuesto fue amenazado con la demolición. Casi todo el artista se movió hacia fuera. Ella y algunos otros colegas que deciden permanecer. Ella deja Beijing para su viaje a Jendezhen sin saber qué esperar al volverse. Ella permanecía cuatro semanas en Jendezhen, Sanbao, en un simposio junto con Kevin Grealy, Sylvia Nagy y Vilma Villaverde. Noviembre de 2006 ella se vuelve a Beijing y lanzado su catálogo Parte china 1, INKPAINTINGS del viaje.
Dos meses ella volvió Fot a Dinamarca. Junto con los amigos de Italien, ella y su marido pasan los hollidays de los Años Nuevos en su casa en Suecia. Antes de trasladarse a China ella había colocado un acuerdo del soloshow con la galería Una luna, en el parque de Ditan en Beijing.
Ella comenzó una colaboración con 
varios videoartists para ensamblarla 
exposición como artistas de la huésped.
2007 que ella volvió a Beijing para preparar su exposición. En su estudio ella estableció uno de los primeros lugares de impresión privados con una presión de impresión a la medida. Ella luchó constantemente para conseguir los materiales derechos.
En China ella trabajó finalmente en la exposición que ella había soñado alrededor, ofreciendo comportamiento y emociones humanos. Por casi diez años su trabajo ha descrito relaciones humanas y allí impacto emocional. 
2007 después de trabajar en Beijing por casi dos años ella demostró en la feria del arte de CIGE. La noche antes de que la abertura en el arte justo su trabajo de la tinta llegue de enmarcar dañado totalmente. La restauración del trabajo fue emprendida por los especialistas de la ciudad prohibida. Trabajaron la noche entera hasta la mañana de la abertura en el arte favorablemente.
La exposición se ahorra para el MES 
ment. Los meses más adelante la restauración se demostró como failur - los 30 pedazos de sus dibujos de la tinta se dañan totalmente. Ella casted sus primeros pedazos para la serie de la escultura Equipaje. Su lucha más grande, trabajando en China, es la carencia de la lengua y de la edición de la calidad en general.
En el compuesto del arte, donde ella vivió, los artistas discutieron problemas de su vida de cada día - raramente el trabajo de arte. Ella resolvió David Evison, Vanessa Notley, cuadrilla del Li, Wolfgang más inmóvil, Marianne Heyerdahl, Sebastian Heiner, Laurens Tan, Alexandro Rolandi, Rugero Rossi, Martin 
Salazar, que son el “local” unos, además de muchos más que son el pasar justo a través. Ella estableció una amistad cercana con Ye Dongshen y su Li de Zhu de la esposa. Su vecino, el escultor Wang Xugang le ayudó también a conseguir comenzada con sus trabajos para el bastidor de bronce. Durante su estancia en China la lucha más grande es la lengua y las relaciones interpersonales que diferencian pero a pesar de esto ella había manejado establecer un estudio fantástico en Beijing.
De Beijing ella renovó el contacto con su familia alemana. Sobre el Internet ella encontró un lugar en Wolliner Straße, cerca de donde ella creció para arriba. Ella había oído las rumores sobre la nueva escena interesante del arte y ha comenzado ya el pensamiento de volver a Berlín.